# Parafia św. Stanisława we Włocławku
Parafia Świętego Stanisława BM we Włocławku – rzymskokatolicka parafia położona na terenie miasta i gminy Włocławek. Administracyjnie należy do diecezji włocławskiej (dekanat włocławski II). I Budowniczym Parafii był bł. ks. Józef. Straszewski.
Odpust parafialny odbywa się 8 maja.

## Historia
Biskup kujawsko-kaliski Stanisław Zdzitowiecki dekretem z dnia 2 lutego 1922 erygował nową, drugą chronologicznie parafię we Włocławku, która została wyodrębniona z parafii św. Jana Chrzciciela. Erygowana placówka duszpasterska została powierzona Diecezjalnemu Stowarzyszeniu Księży Charystów, a jej pierwszym proboszczem został ks. Józef Straszewski.
Z terytorium parafii wydzielono kilka parafii włocławskich: Wszystkich Świętych w 1968, św. Józefa w 1977, Najświętszego Zbawiciela w 1981, św. Maksymiliana w 1983 oraz Narodzenia Najświętszej Maryi Panny w 1984.
13 czerwca 1999 w Warszawie papież Jan Paweł II zaliczył pierwszego proboszcza ks. Józefa Straszewskiego w poczet 108 błogosławionych męczenników Kościoła w Polsce z okresu II wojny światowej. W kościele parafialnym umieszczono tablicę pamiątkową i obraz pędzla artysty-malarza Mikołaja Konczalskiego, ukazujący Błogosławionego na tle kościoła św. Stanisława BM.
Na terenie parafii znajdują się także: krzyże (przy głównym wejściu do kościoła, przy domu parafialnym), figura Serca Jezusowego (w narożniku plebanii) oraz figury maryjne (ul. Chłodna, ul. Długa, ul. Kapitulna).

## Proboszczowie
- bł. ks. Józef Straszewski (1922-1939),
- ks. Piotr Zwierz (1945-1963),
- ks. Włodzimierz Krchniak (1963-1969),
- ks. Leonard Karolewski (1969-1990),
- ks. Jan Nowaczyk (1990-2012),
- ks. Sławomir Deręgowski (od 2012)

## Kościoły
- kościół parafialny: kościół św. Stanisława we Włocławku